# Oreneta dels cingles
L'oreneta dels cingles (Petrochelidon pyrrhonota) és una espècie d'ocell de la família dels hirundínids (Hirundinidae). Habita zones obertes, normalment a prop de l'aigua i ciutats, criant a la major part d'Amèrica del Nord i passant l'hivern a la zona central de Sud-amèrica. El seu estat de conservació es considera de risc mínim.